# Franklin i skarb jeziora
Franklin i skarb jeziora (ang. Franklin and Granny’s Secret, fr. Franklin et le trésor du lac, 2006) – kanadyjsko-francuski film animowany. Babcia Franklina przypomina sobie, jak w dzieciństwie spędzonym nad Jeziorem Żółwi zakopała w ziemi kapsułę czasu z przedmiotami należącymi do członków jej rodziny.

## Wersja polska

### Pierwsza wersja dubbingu
Wersja polska: STUDIO SDT

Reżyseria: Andrzej Precigs

Dialogi: Katarzyna Precigs

Tłumaczenie: Katarzyna Precigs

Teksty piosenek: Wiesława Sujkowska

Kierownik produkcji: Andrzej Precigs

Produkcja: Polmedia Maciej Taras

Piosenki śpiewali: Małgorzata Kożuchowska, Lidia Kopania (Obudź marzenia)

Wystąpili:
- Joanna Jabłczyńska – Franklin
- Artur Barciś – Tata Franklina
- Iwona Rulewicz –
  - Mama Franklina,
  - Wrona
- Magdalena Krylik – Kuzynka Sapcia
- Maciej Rock – Niedźwiedź
- Paweł Szczesny – Miś
- Grażyna Wolszczak – Ciocia Lusia
- Mirosława Niemczyk –
  - Doktor Misiowa,
  - Orlica
- Mirosława Krajewska – Babcia Franklina
- Krystyna Tkacz – Wróżka
- Magdalena Krylik – Sabinka
- Jarosław Domin – Bóbr
- Joanna Pach – Ślimak
- Matylda Taras – Pisklę #3
- Małgorzata Zbierańska – Pisklę #1
- Kaja Maliszkiewicz – Pisklę #2
- Julia Niewęgłowska – Maleńka
- Andrzej Precigs

i inni
Piosenki:
- Memories

Słowa i muzyka: Ray Parker, Tom Szczesniak i Jeen O’Brien
Oryginalne wykonanie: Jeen O’Brien
- Getting There Is Half The Fun Fun Fun Fun

Kompozytor: Anthony Vanderburgh i Don Breithaupt
Oryginalne wykonanie: Rikki Rumbell
Tekst polski: Wiesława Sujkowska

Wykonanie: Małgorzata Kożuchowska

### Druga wersja dubbingu
Wersja polska: Studio Sonica na zlecenie TVN

Reżyseria: Michał Konarski

Dialogi: Joanna Kuryłko

Dźwięk i montaż: Agnieszka Stankowska

Organizacja produkcji: Helena Siemińska

Wystąpili:
- Agnieszka Kunikowska – Franklin
- Joanna Pach – Bobrusia
- Jacek Bończyk – Miś
- Krzysztof Cybiński – Niedźwiedź
- Teresa Zdanowska – Maleńka
- Artur Kaczmarski – Tata Franklina
- Klementyna Umer –
  - Mama Franklina,
  - Orlica

oraz:
- Brygida Turowska – Ślimak
- Dominika Sell – Samantha
- Magdalena Herman –
  - Pisklę #1,
  - Pisklę #2,
  - Pisklę #3,
  - Doktor Misiowa,
  - Matka Chrzestna,
  - Babcia Franklina,
  - Wrona
- Izabella Chądzyńska – Ciocia Lusia

i inni
Wykonanie piosenki:
- ,,Wspomnienia": Magda Umer, Jacek Bończyk, Majka Jeżowska, Zbigniew Fal i Wojciech Paszkowski
- ,,Dotarcie tam to połowa zabawy": Magda Umer, Jacek Bończyk, Majka Jeżowska, Zbigniew Fal i Wojciech Paszkowski
- ,,Kiedy jesteśmy jednością": Magda Umer, Jacek Bończyk, Majka Jeżowska, Zbigniew Fal i Wojciech Paszkowski
- ,,Tak długo, jak istnieję" (używane promocyjne): Magda Umer, Jacek Bończyk, Majka Jeżowska, Zbigniew Fal i Wojciech Paszkowski

Lektor: Robert Kudelski